# اچ‌ام‌اس اکتیو (۱۹۱۱)
اچ‌ام‌اس اکتیو (۱۹۱۱) (به انگلیسی: HMS Active (1911)) یک کشتی بود که طول آن ۳۸۵ فوت (۱۱۷٫۳ متر) بود. این کشتی در سال ۱۹۱۱ ساخته شد.